# Церква Миру (Потсдам)

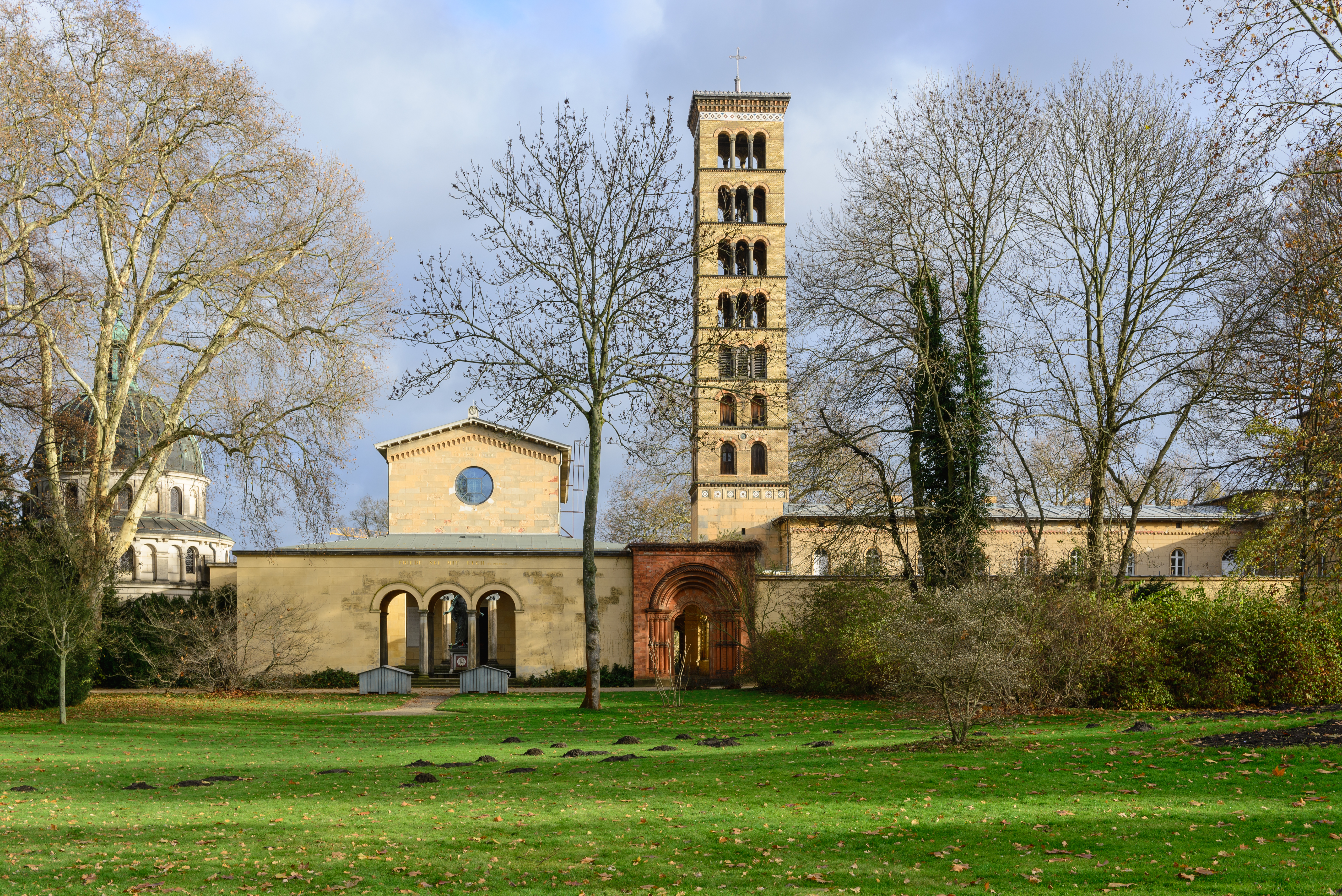
Церква миру

Це́рква Ми́ру (нім. Friedenskirche) — лютеранська кірха у Німеччині, в місті Потсдам. Збудована в 1845—1854 роках німецькими архітекторами Людвігом Персіусом та Фрідріхом Штюлером на замовлення прусського короля Фрідріха-Вільгельма IV. Побудована в неороманському стилі, нагадує середньовічний італійський монастир. В церкві поховані прусські королі та німецькі імператори: Фрідріх-Вільгельм IV з дружиною, Фрідріх ІІІ з дружиною Вікторією.

## Галерея

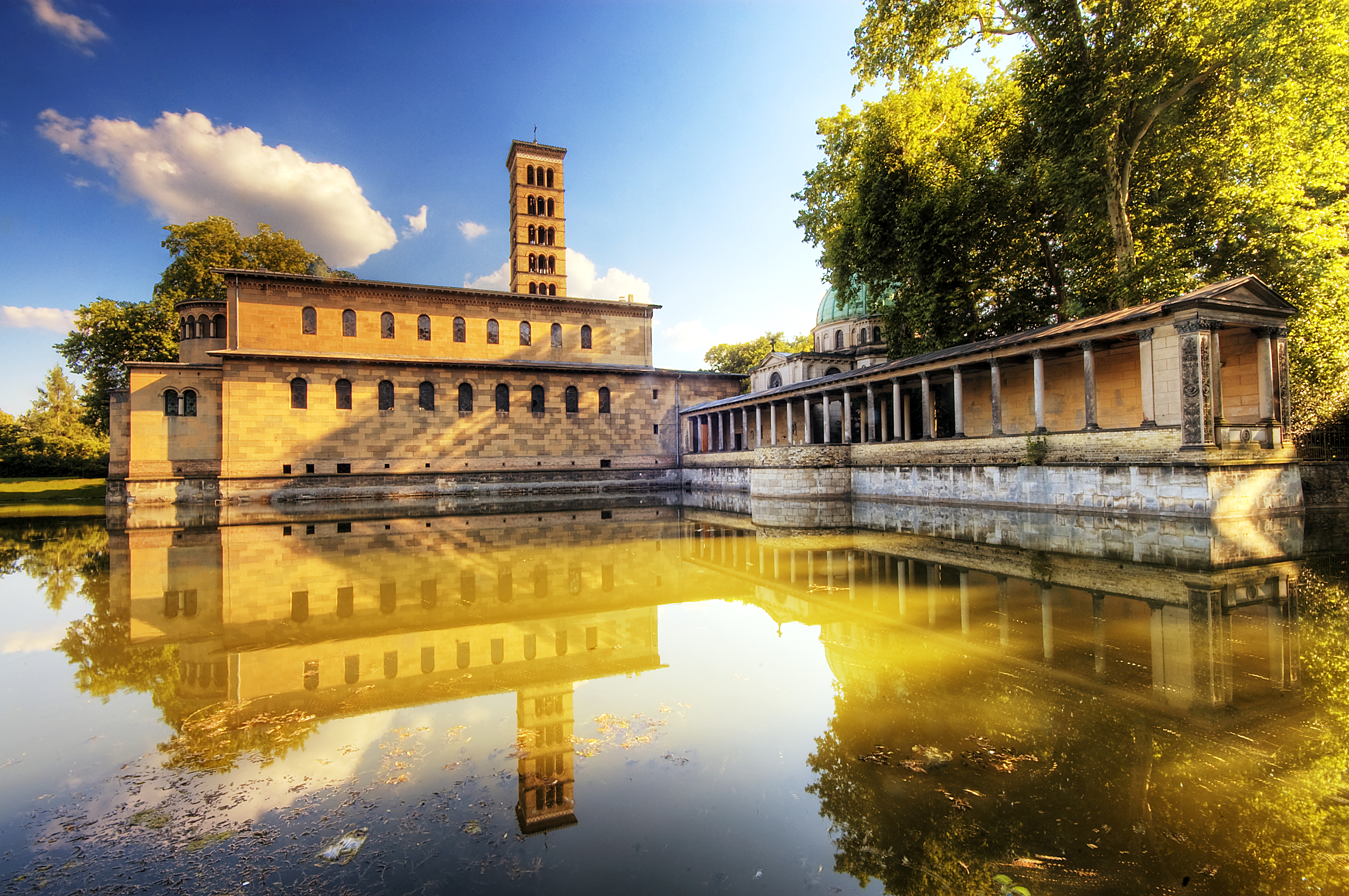
Ставок
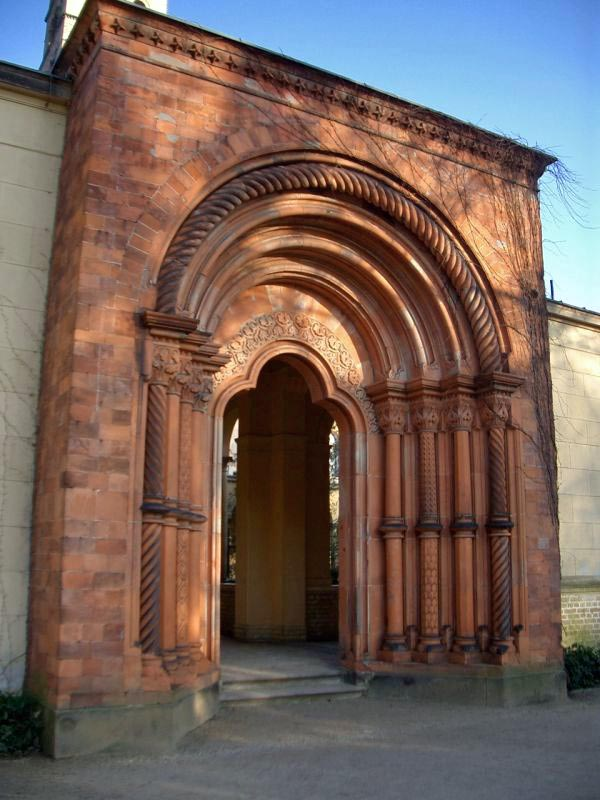
Портал
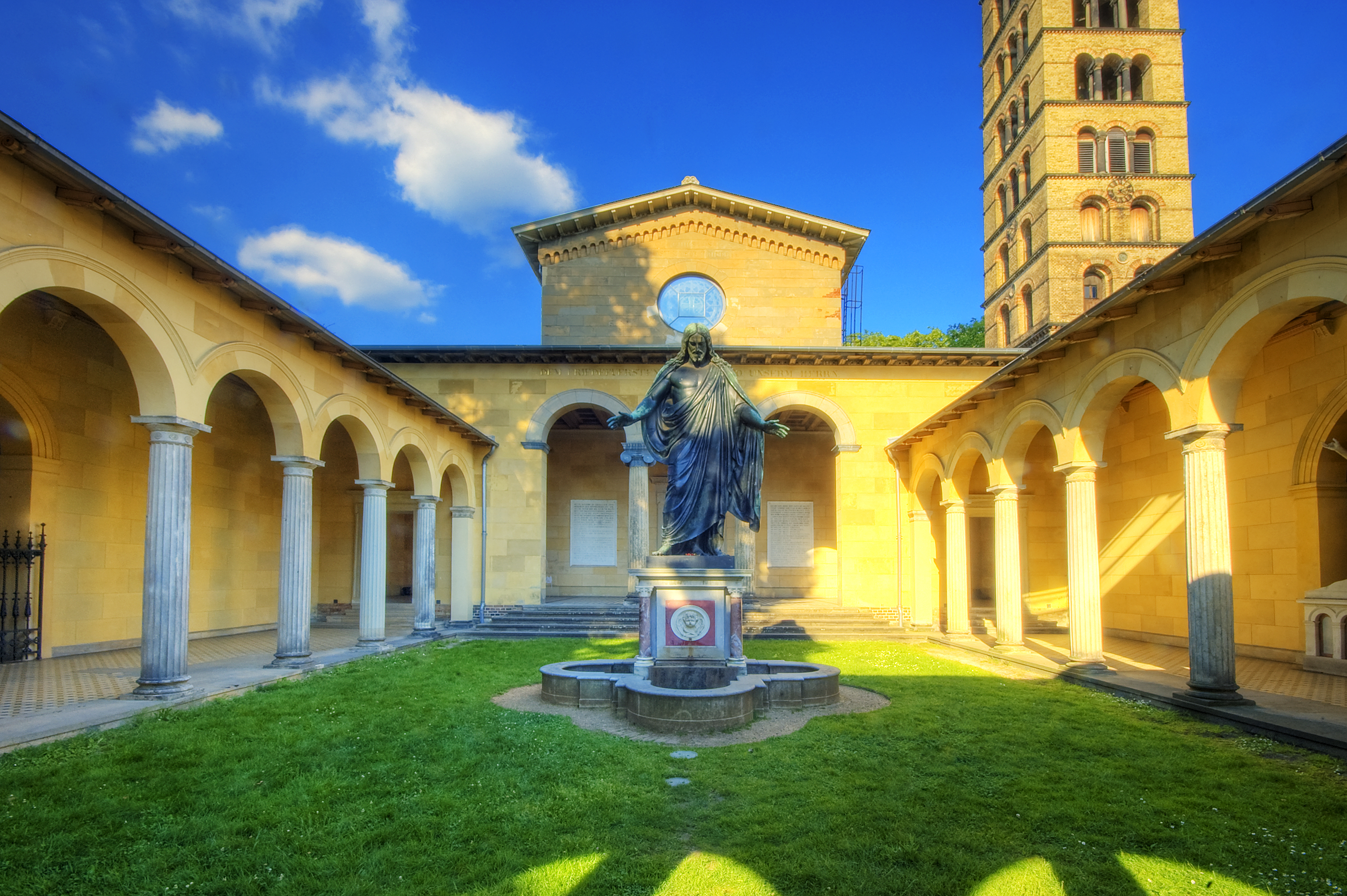
Статуя Христа у внутрішньому дворі
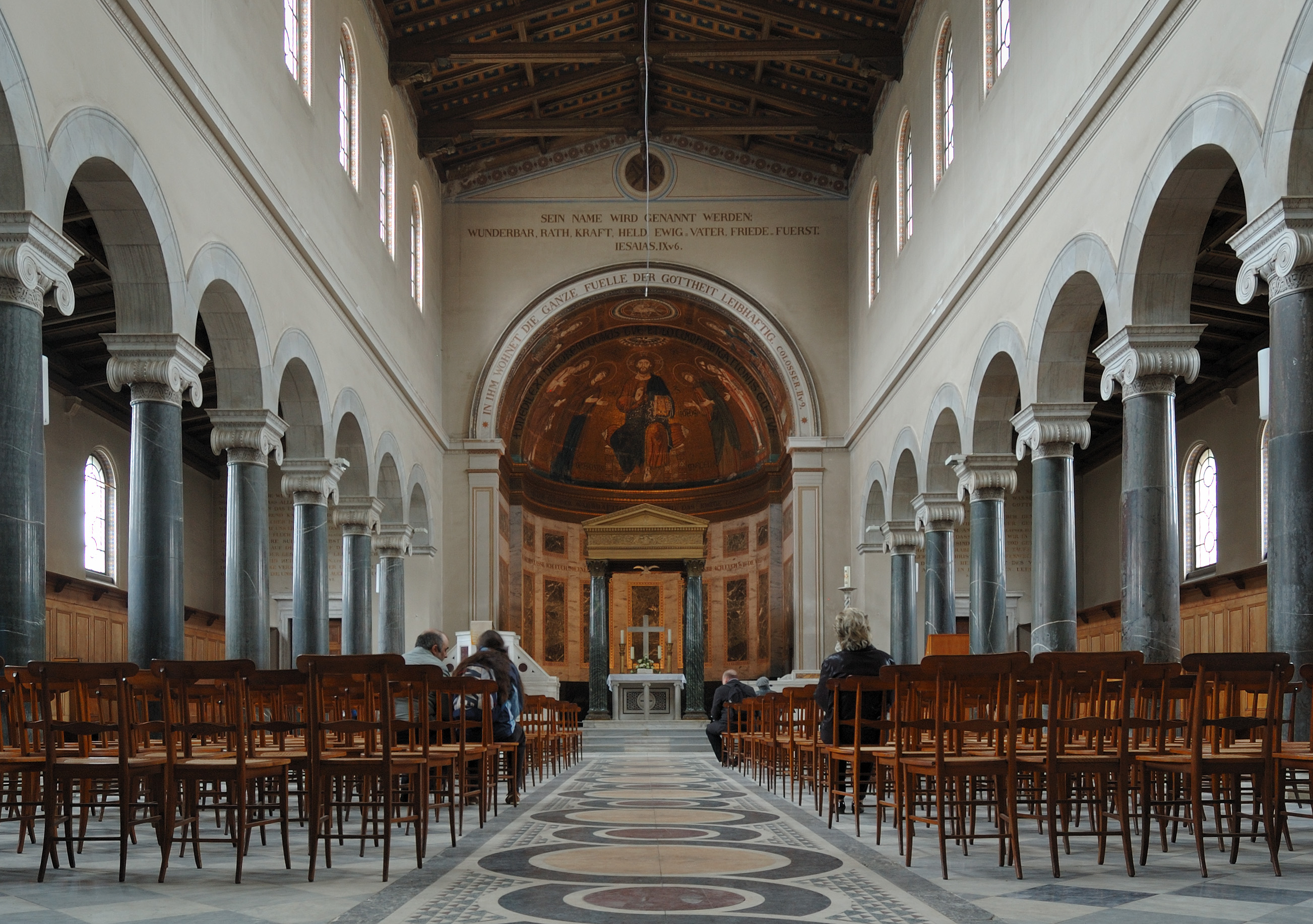
Інтер'єр
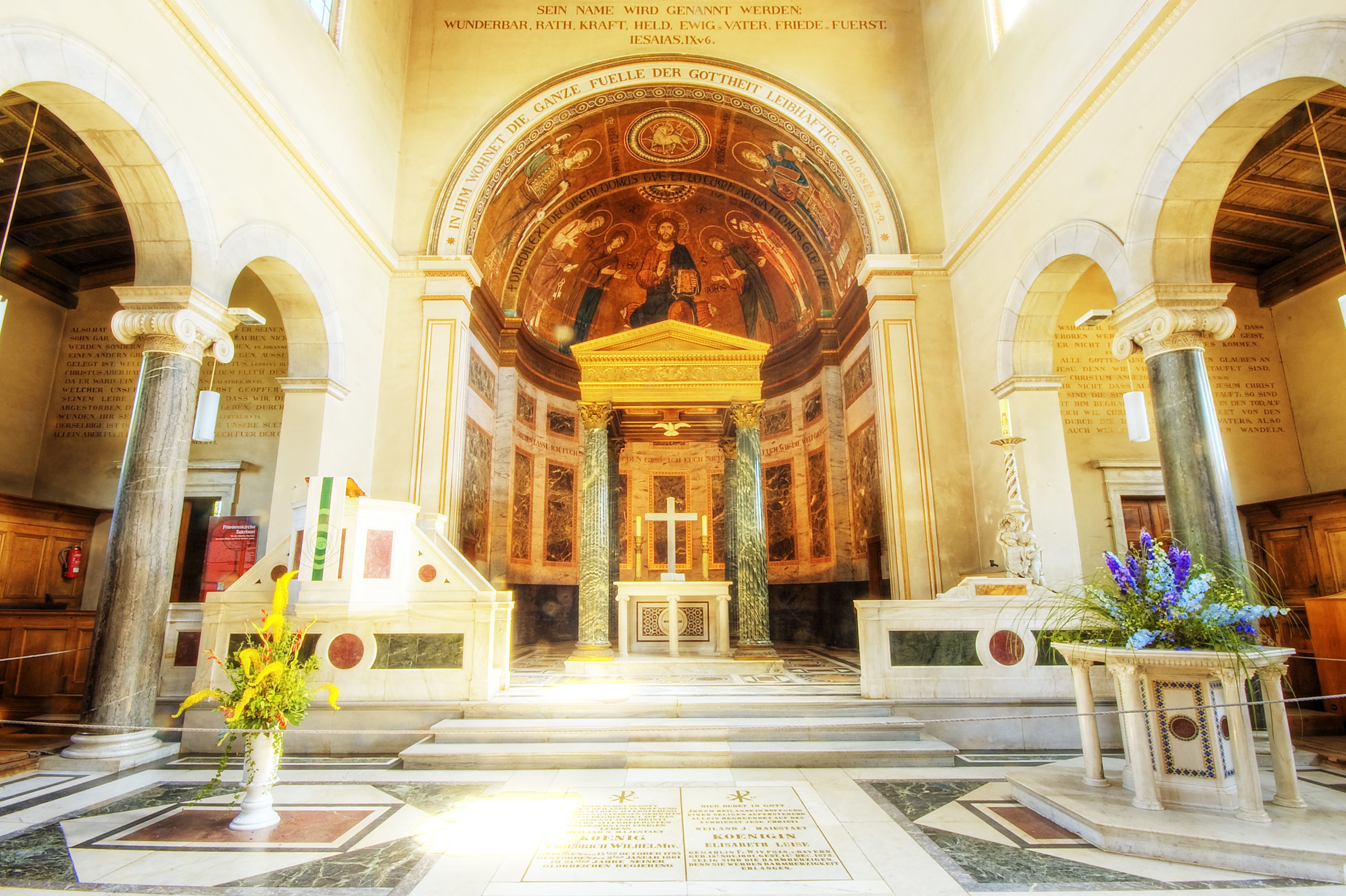
Вівтар
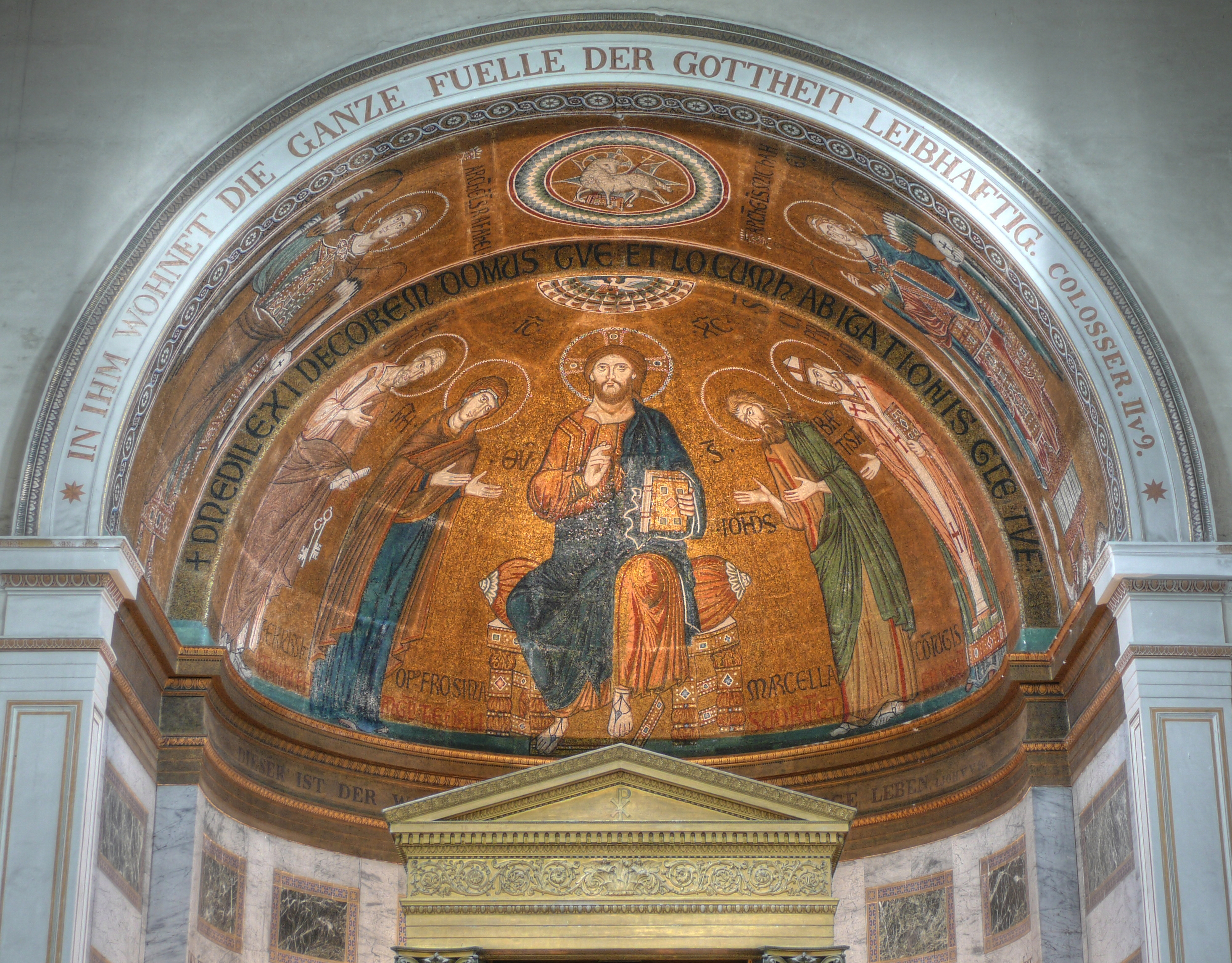
Мозаїки центральної апсиди
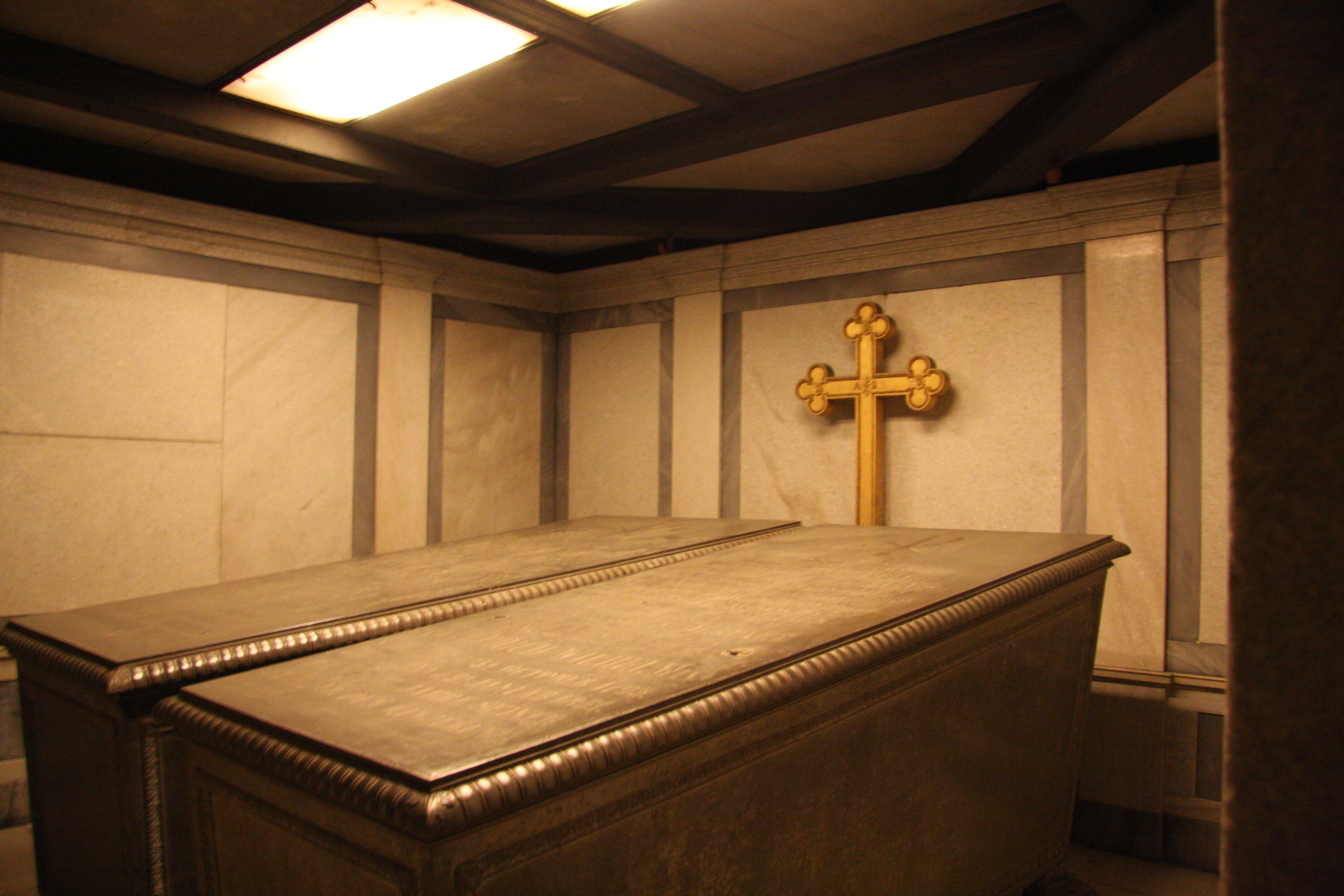
Крипта з саркофагами Фрідріха-Вільгельма IV і його дружини
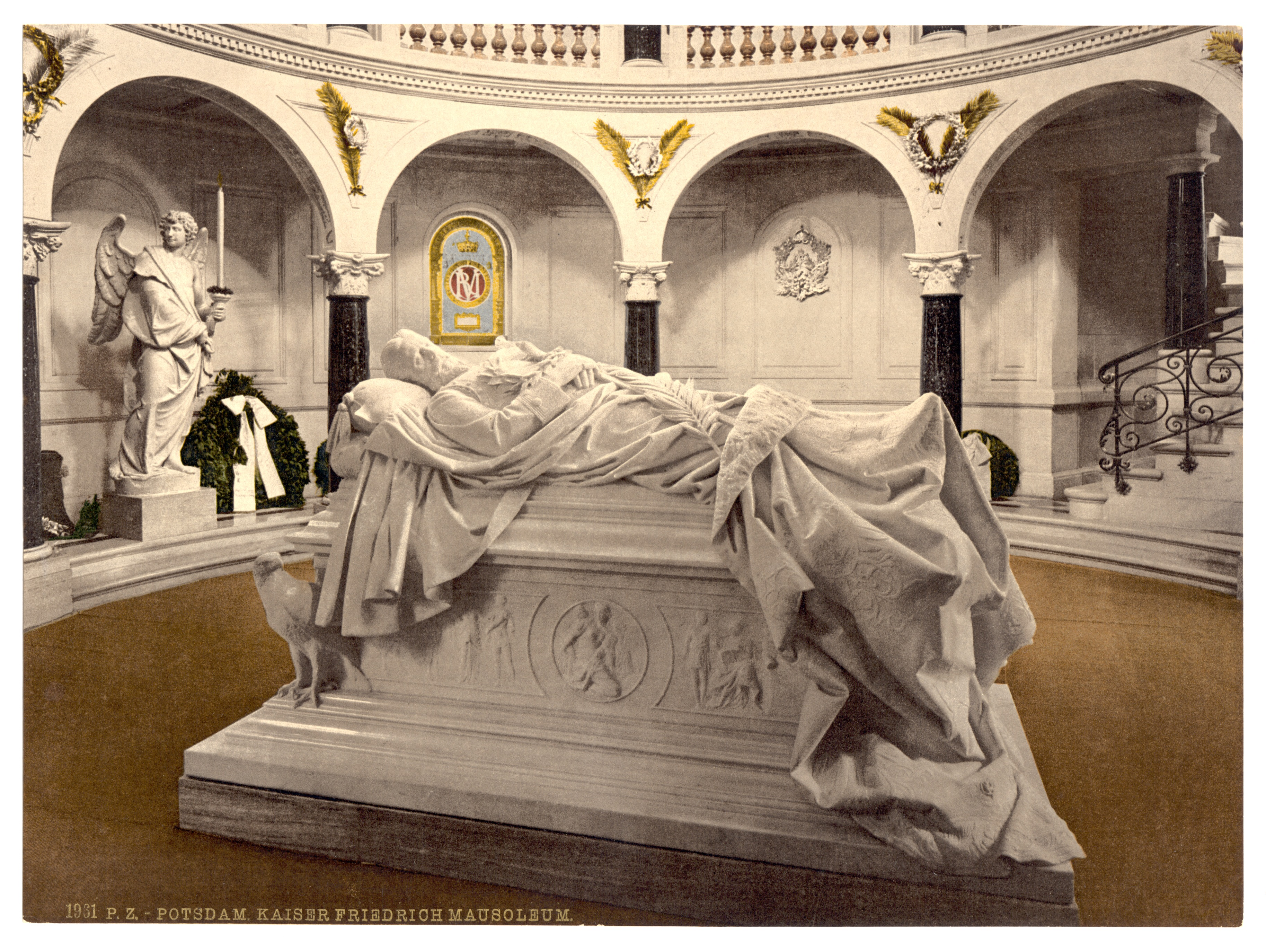
Мавзолей з саркофагом Фрідріха ІІІ і його дружини

## Поховані
- Фрідріх-Вільгельм IV
- Фрідріх ІІІ
- Вікторія Саксен-Кобург-Готська